# Агиникатти
Агиникатти (каз. Ағынықатты) — річка в Казахстані, притока Лепси, яку разом з Саримсакти іноді розглядають як витік останньої. Протікає теренами Саркандського району Алматинської області. Належить до безстічного Балхаш-Алакольського басейну. Довжина цієї водної артерії становить 54 км, площа басейну складає 708 км².

## Географія
Витік Агиникатти лежить на північному макросхилі Центрального хребта Джунгарського Алатау на висоті 3023 м над рівнем моря. Вона протікає малонаселеною місцевістю, до самого гирла зберігаючи вигляд типово гірського водотоку. Дорогою ця річка вбирає в себе притоки Кікозен, Єкіяша, Карбишевка, Малий і Великий Жаланаш. У гирлі Агиникатти зливається з Саримсакти на висоті 944,9 м.

## Опис
Живлення цієї річки льодовикове. Течія стрімка, бурхлива, місцями її перекривають гранітні пороги. Середньорічний об'єм стоку становить 12,1 км³. Замерзає Агиникатти у грудні, скресає на початку квітня. У середній течії річки є два озера — Верхній та Нижній Жасилколь. Вони утворились після землетрусу, який обвалив гірську породу і частково перегородив річище. Навколишні ландшафти гірські з дуже пересіченим рельєфом. Береги лісисті, на вершинах ліси поступаються субальпійським лукам, біля урізу води є ділянки галечнику. Околиці річки багаті медоносами і дичиною, зокрема, тут мешкають ведмеді, сарни, благородні олені, тетеруки. З рідкісних представників фауни, занесених до Червоної книги Казахстану, тут спостерігали гніздування чорних лелек і серподзьобів.

## Значення
Господарського значення Агиникатти не має, однак є популярним об'єктом туризму. Шанувальників активного відпочинку вона привертає мальовничими краєвидами, незайманою природою і складною для сплаву течією. Туристичні групи часто відвідують озера Жасилколь (особливо Нижнє) пішки або верхи на конях. Неподалік від витоку Агиникатти знаходиться однойменне родовище вольфраму. Басейн річки входить до складу Жонгар-Алатауського національного парку.